# 德基县
德基县是越南嘉莱省下辖的一个县。

## 地理
德基县北接亚格来县，南和东接诸博容县，西接柬埔寨。

## 历史
1991年10月15日，以诸博容县亚南社、亚博农社、亚克英社、亚朗社4社和诸巴县亚克耶社、亚如克社、亚克拉社、亚容社4社析置德基县。
1991年10月17日，亚克拉社析置诸丝市镇，亚克耶社和亚朗社析置亚印社。

## 行政区划
德基县下辖1市镇9社，县莅诸丝市镇。
- 诸丝市镇（Thị trấn Chư Ty）
- 亚印社（Xã Ia Din）
- 亚如克社（Xã Ia Dơk）
- 亚容社（Xã Ia Dom）
- 亚克拉社（Xã Ia Kla）
- 亚克耶社（Xã Ia Krêl）
- 亚克英社（Xã Ia Kriêng）
- 亚朗社（Xã Ia Lang）
- 亚南社（Xã Ia Nan）
- 亚博农社（Xã Ia Pnôn）